# 101902 Gisellaluccone
101902 Gisellaluccone este un asteroid din centura principală de asteroizi.

## Descriere
101902 Gisellaluccone este un asteroid din centura principală de asteroizi. A fost descoperit pe 3 septembrie 1999 la Ceccano de Gianluca Masi. Asteroidul prezintă o orbită caracterizată de o semiaxă mare de 2,34 ua, o excentricitate de 0,12 și o înclinație de 3,7° în raport cu ecliptica.